# 311P/2013 P5 (PANSTARRS)

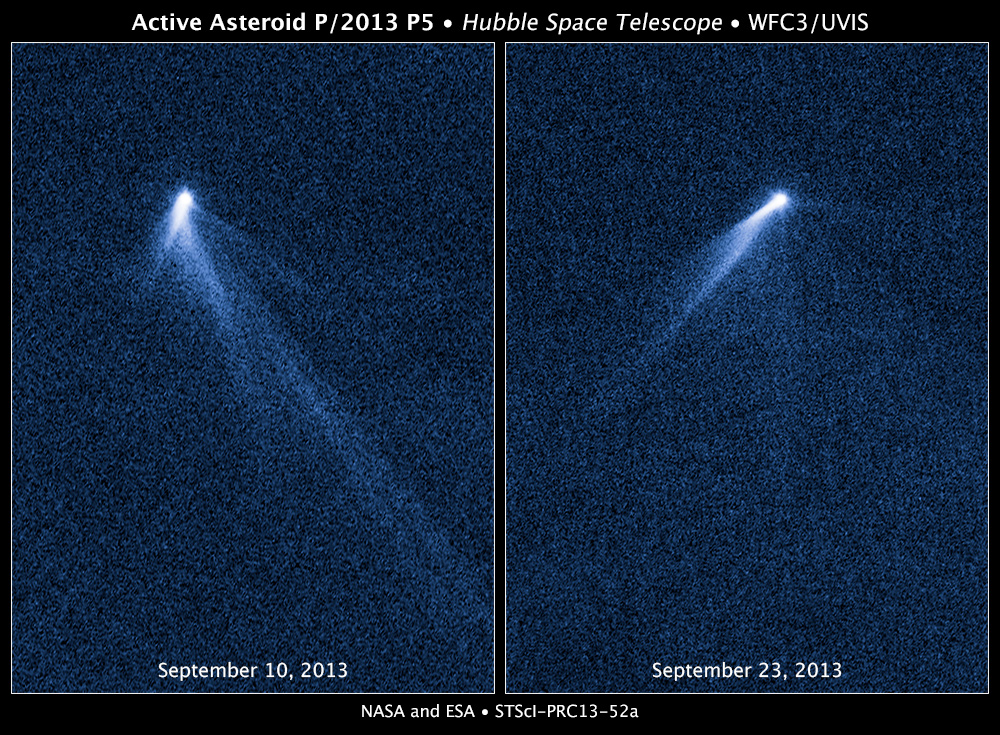
P/2013 P5

311P/2013 P5 (PANSTARRS), es un asteroide que presenta actividad cometaria, llamados por tal motivo asteroides activos o cometas del cinturón principal (o MBCs por su acrónimo en inglés), descubierto por el telescopio Pan-STARRS el 27 de agosto de 2013.
Este objeto estelar de «apariencia confusa» se caracteriza por poseer seis colas, según revelaron observaciones realizadas por el telescopio espacial Hubble. Se sospecha que estas colas, parecidas a cometas, son producidas por flujos de material expulsado por el asteroide, los cuales generan una pila de escombros que gira lo suficientemente rápido como para eliminar el material de la misma. 
Modelos tridimensionales construidos por Jessica Agarwal, del Instituto Max Planck para la Investigación del Sistema Solar en Lindau, Alemania, mostraron que las colas podrían haber sido formadas por la interacción de una serie de eventos de eyección de polvo impulsivos, mientras que la presión de la radiación solar dio forma de chorro al polvo.

## Características
El asteroide tiene un radio de unos 240 metros. Las primeras imágenes tomadas por el Pan-STARRS revelaron que el objeto tenía un aspecto inusual; los asteroides generalmente aparecen como pequeños puntos de luz, pero P/2013 P5 fue identificado como un objeto de aspecto borroso por los astrónomos. Las múltiples colas fueron observadas por el telescopio espacial Hubble, el 10 de septiembre de 2013. Cuando Hubble volvió a observar el asteroide el 23 de septiembre, su aspecto había cambiado totalmente. Parecía que toda la estructura había rotado. La apariencia similar a la de los cometas hizo que se describiera al asteroide como uno de ellos. Sin embargo, esto es un error; P/2013 P5 es un asteroide. Además, también se está estudiando por qué el asteroide P/2013 P5 cambia de estructura, ya que la primera fotografía se le hizo a principios de septiembre y la segunda el 23 de septiembre de 2013, y se demostró que el asteroide había cambiado completamente de forma, aunque sigue conservando las seis colas.